# Leptagrion andromache
Leptagrion andromache är en trollsländeart som först beskrevs av Hagen in Selys 1876.  Leptagrion andromache ingår i släktet Leptagrion och familjen dammflicksländor. Inga underarter finns listade i Catalogue of Life.